# Naturligt född amerikan
En naturligt född amerikan är en individ som sedan födseln har varit en amerikansk medborgare, något som exkluderar de som senare under livet blivit naturaliserade. 
Begreppet har enbart rättslig betydelse för behörighet att, enligt USA:s konstitution, att kunna tjänstgöra som USA:s president.

## Begrepp
Den amerikanska konstitutionen använder men definierar ej vem som är naturligt född. En vanlig tolkning, baserad på det fjortonde tillägget i författningen är att alla födda på amerikansk mark är naturligt födda. Tillägget nämner ändå aldrig begreppet utan säger endast att någon född inom de federala gränserna är en amerikansk medborgare. Flertalet jurister och delstaten Indianas appellationsdomstol har dock konkluderat att en individ, oavsett föräldrarnas medborgarskap, född i USA är en naturligt född amerikan. Tillägget säger inte heller att det är nödvändigt att vara född inom dessa gränser för vara en naturlig medborgare.
"Naturalization Act of 1790" tar hänsyn till jus sanguinis ("blodets rätt") och lagstadgar att alla med minst en amerikansk förälder skall anses vara en naturligt född amerikan. Men denna ersattes fem år senare med "Naturalization Act of 1795", som byter ut "naturligt född medborgare" mot endast "medborgare". Kontroverser angående detta har länge orsakat problem för presidentkandidater, som måste vara naturligt födda amerikaner, men jurister har ansett att en kombinerad tolkning av det fjortonde tillägget och den senaste "Naturalization Act" ger kandidater såsom John McCain samt Ted Cruz rätt att bli president.
Den amerikanska konstitutionen använder begreppet för att skydda nationen från utländska makters chans att göra anspråk på den federala statsmaktens främsta exekutiva ämbeten. En president och vicepresident måste vara naturligt född för att kunna beträda respektive ämbete, eller varit medborgare då konstitutionen ratificerades. En icke naturligt född amerikan som får en kabinett-position exkluderas från den presidentiella successionsordningen.